# Feira Nova (Sergipe)
Pour les articles homonymes, voir Feira Nova.
Feira Nova est une ville brésilienne du centre de l'État du Sergipe.

## Géographie
Feira Nova se situe par une latitude de 10° 15′ 51″ sud et par une longitude de 37° 18′ 47″ ouest, à une altitude de 241 mètres.
Sa population était de 5 674 habitants au recensement de 2007. La municipalité s'étend sur 188 km2.
Elle fait partie de la microrégion du Sertão du São Francisco, dans la mésorégion du Sertão du Sergipe.